# Stefan Schnöll

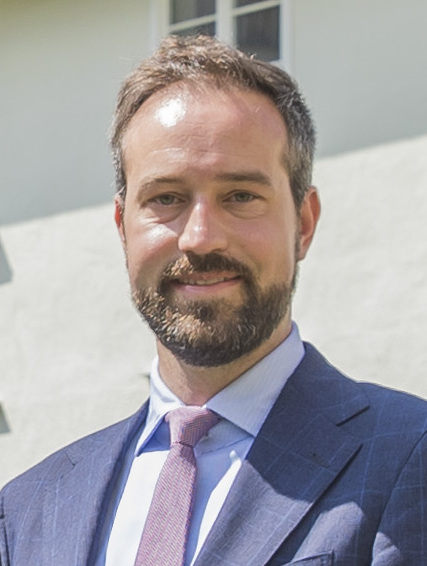
Stefan Schnöll (2023)

Stefan Schnöll (* 13. März 1988 in Salzburg) ist ein österreichischer Jurist und Politiker (ÖVP). Von November 2017 bis Juni 2018 war er Abgeordneter zum österreichischen Nationalrat. Anschließend amtierte er bis Juni 2023 als Landesrat für Verkehr, Infrastruktur und Sport in Salzburg. Seit Juni 2023 ist Schnöll Landeshauptmann-Stellvertreter und verantwortet die Bereiche Wirtschaft, Arbeitsmarkt, Tourismus, Gemeinden, Verkehr und Kultur in der Salzburger Landesregierung (Landesregierung Haslauer jun. III bzw. Landesregierung Edtstadler).
Von 2013 bis April 2017 war er auch Vizepräsident der Jungen Europäischen Volkspartei (YEPP). Ab 2015 war er Generalsekretär der Jungen ÖVP unter Bundesobmann Sebastian Kurz und folgte diesem im Mai 2017 im Amt des Obmanns nach, das er bis 2021 bekleidete.

## Biografie

### Ausbildung
Schnöll wuchs in der Gemeinde Wals-Siezenheim im Bezirk Salzburg-Umgebung auf. Von 1994 bis 1998 besuchte er in Wals-Siezenheim die Volksschule und ab 1998 das Privatgymnasium Borromäum in Salzburg, wo er 2006 maturierte. Im Anschluss leistete er seinen Präsenzdienst beim österreichischen Bundesheer in der Schwarzenbergkaserne in Salzburg und begann danach 2008 sein Studium der Rechtswissenschaft an der Universität Wien. Nach Abschluss seines Studiums absolvierte er 2014 seine Gerichtspraxis am Bezirksgericht Favoriten.

### Politik
Schnöll ist seit 2009 Mitglied der Jungen ÖVP und engagiert sich seit einigen Jahren freiwillig in Landes- und Bezirksvorständen der JVP. Zwischen Mai 2013 und April 2017 war er außerdem als Vizepräsident der Jungen Europäischen Volkspartei (YEPP) tätig. Im Frühjahr 2014 kandidierte Schnöll als Spitzenkandidat für die Junge ÖVP bei den Wahlen zum Europäischen Parlament und erreichte knapp 1.000 Vorzugsstimmen. Seit März 2015 war Schnöll Generalsekretär der Jungen ÖVP unter Bundesobmann Sebastian Kurz und leitete die operativen Agenden der Jungen ÖVP. Im Mai 2017 folgte er Sebastian Kurz als designierter Obmann der JVP nach. Am 25. November 2017 wurde er am Bundestag der Jungen ÖVP in Korneuburg mit 99,1 % der Delegiertenstimmen zum Bundesobmann gewählt.
Nationalratswahl 2017
Stefan Schnöll kandidierte auf Platz 3 der ÖVP-Landesliste in Salzburg. Mit 2233 Vorzugsstimmen konnte er in Salzburg das beste Vorzugsstimmenergebnis auf Landesliste erreichen. Ab der Angelobung am 8. November 2017 gehörte er dem Nationalrat der XXVI. Gesetzgebungsperiode an. Im Nationalrat rückte für ihn im Juni 2018 Gertraud Salzmann nach.
Landtagswahl Salzburg 2018
Nach der Landtagswahl in Salzburg 2018 wurde Schnöll am 13. Juni 2018 als Landesrat für Verkehr, Infrastruktur und Sport in der Landesregierung Haslauer jun. II angelobt.
Am 15. Mai 2021 wurde Claudia Plakolm als Nachfolgerin von Stefan Schnöll zur Bundesobfrau der JVP gewählt. Mit Jahreswechsel 2024/25 folgt er Franz Schausberger im Ausschuss der Regionen nach.